# Chiesa dei Santi Filippo e Giacomo (Airole)
La chiesa dei Santi Filippo e Giacomo è un luogo di culto cattolico situato nel comune di Airole, in piazza Santi Filippo e Giacomo, in provincia di Imperia. La sua comunità parrocchiale omonima fa parte del vicariato di Ventimiglia della diocesi di Ventimiglia-San Remo.

## Storia e descrizione

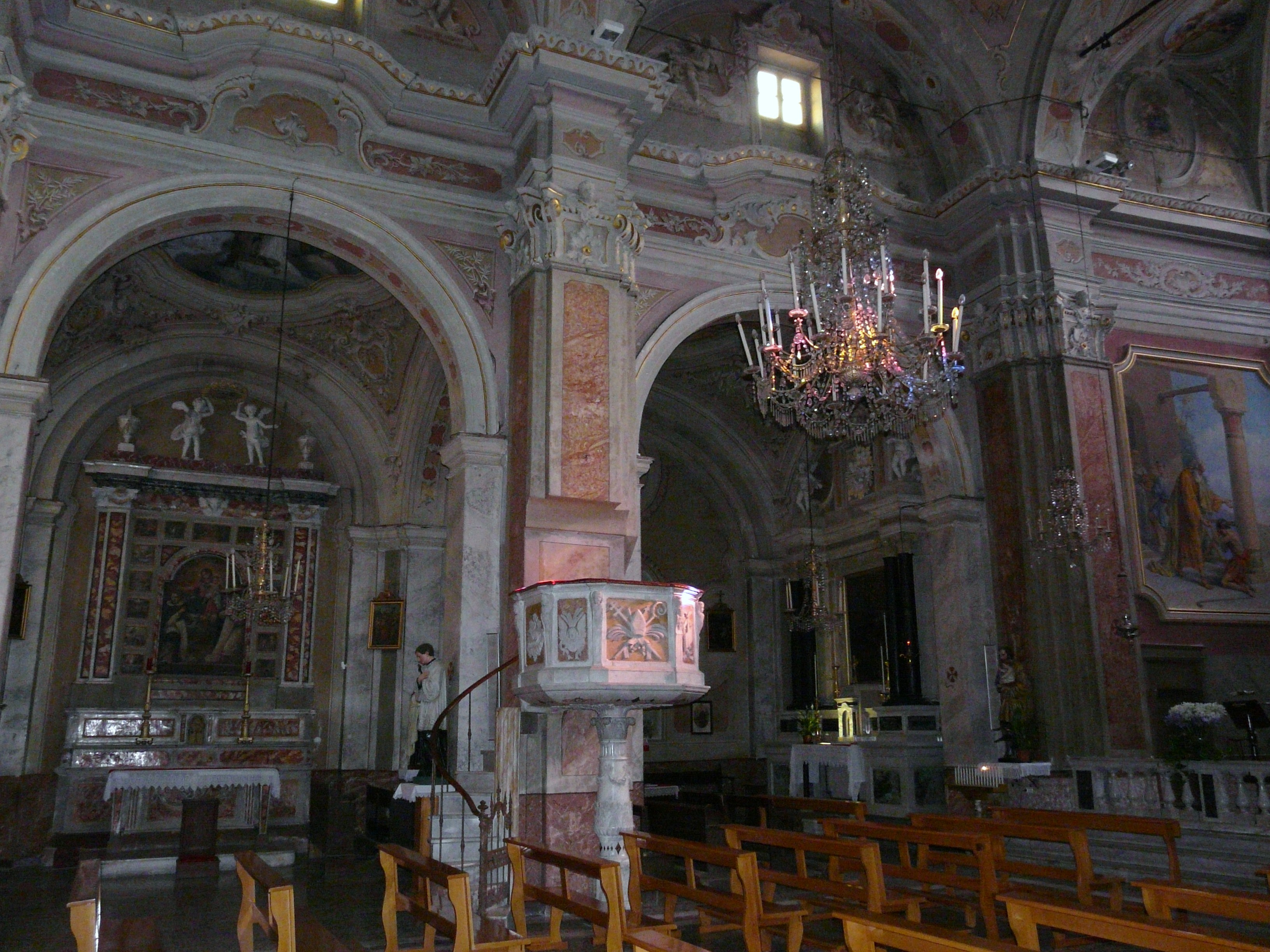
L'interno della chiesa

Fu il vicario generale della diocesi di Ventimiglia Giovanni Castiglione, a nome del vescovo intemelio Alessandro Campofregoso, assieme al priore della chiesa parrocchiale di San Michele Arcangelo di Sospello Onorato Pellegrini, a concedere ufficialmente alla comunità airolese la licenza per l'edificazione di un nuovo luogo di culto. Il documento, redatto il 27 aprile 1498, prevedeva, secondo quanto stabilito dalla curia di Ventimiglia, la primaria intitolazione alla Vergine Maria, ma al termine dei lavori la chiesa fu consacrata ai santi Filippo e Giacomo. Al 1558 risale il primo ampliamento della parrocchiale, se non un vero e proprio rifacimento del luogo di culto, alla quale venne nel 1575 affiancata la nuova casa canonica.
Risale al 1614 la costruzione della cappella interna intitolata al Rosario, voluta dai fratelli Biancheri, che si aggiunse alle due precedenti cappelle dedicate a san Giuseppe e a Nostra Signora del Carmine, quest'ultima edificata a cura della confraternita del Suffragio delle Anime.
Un'altra ricostruzione della parrocchiale, in forme architettoniche barocche, e del cuspidato campanile risale al 1756 sotto la direzione dell'architetto ticinese Giuseppe Notari. Altri interventi risalgono al periodo tra il 1817 e il 1822, necessari dopo i danni subiti nel biennio 1814 - 1815, dove al precedente corpo strutturale furono affiancate le due nuove navate laterali. Nel 1837 fu collocato nella cantoria in legno sopra l'ingresso principale l'organo, quest'ultimo costruito dal maestro genovese Carlo Giuliani. Fu il pittore Luigi Morgari a portare a termine, nel gennaio del 1927, gli affreschi che decorano le quattro cappelle della parrocchiale.
All'interno vi si conservano il dipinto raffigurante la Madonna del Rosario di fine Seicento e le statue della Pietà e del Sacro Cuore, entrambe dello scultore valgardeno Giuseppe Runggaldier. Nel settembre 1929 fu portato a termine il nuovo altare dell'Immacolata Concezione - realizzato dalla ditta De Canis di Sanremo - mentre al 1956 risale la demolizione dell'antico altare maggiore e la conseguente costruzione di uno nuovo consacrato nello stesso anno (7 aprile) dal vescovo intemelio Agostino Rousset. Altri lavori di ristrutturazione della chiesa e il rifacimento delle coperture vengono completati nel 1992.